# Parg (énekes)
Pargev Vardanján, (örményül: Պարգև Վարդանյան, művésznevén: Parg, Hajravánk, 1996. június 7. – ) örmény énekes. Ő képviselte Örményországot a 2025-ös Eurovíziós Dalfesztiválon Bázelben, az Survivor című dallal.

## Magánélete
Parg a Gegarkunik tartományi Hajravánkban született. Zenei pályafutását a helyi templomi kórusban kezdte, ahol hatéves koráig énekelt.
Fiatalon az oroszországi Volgográdba költözött, ahol a Volgográdi Állami Színház- és Filmművészeti Intézetben tanult, majd színművész diplomát szerzett. 2022-ben visszaköltözött az örmény fővárosba, Jerevánba.
Felesége Nana Vardanján, akivel 2024 novemberében házasodott össze.

## Pályafutása

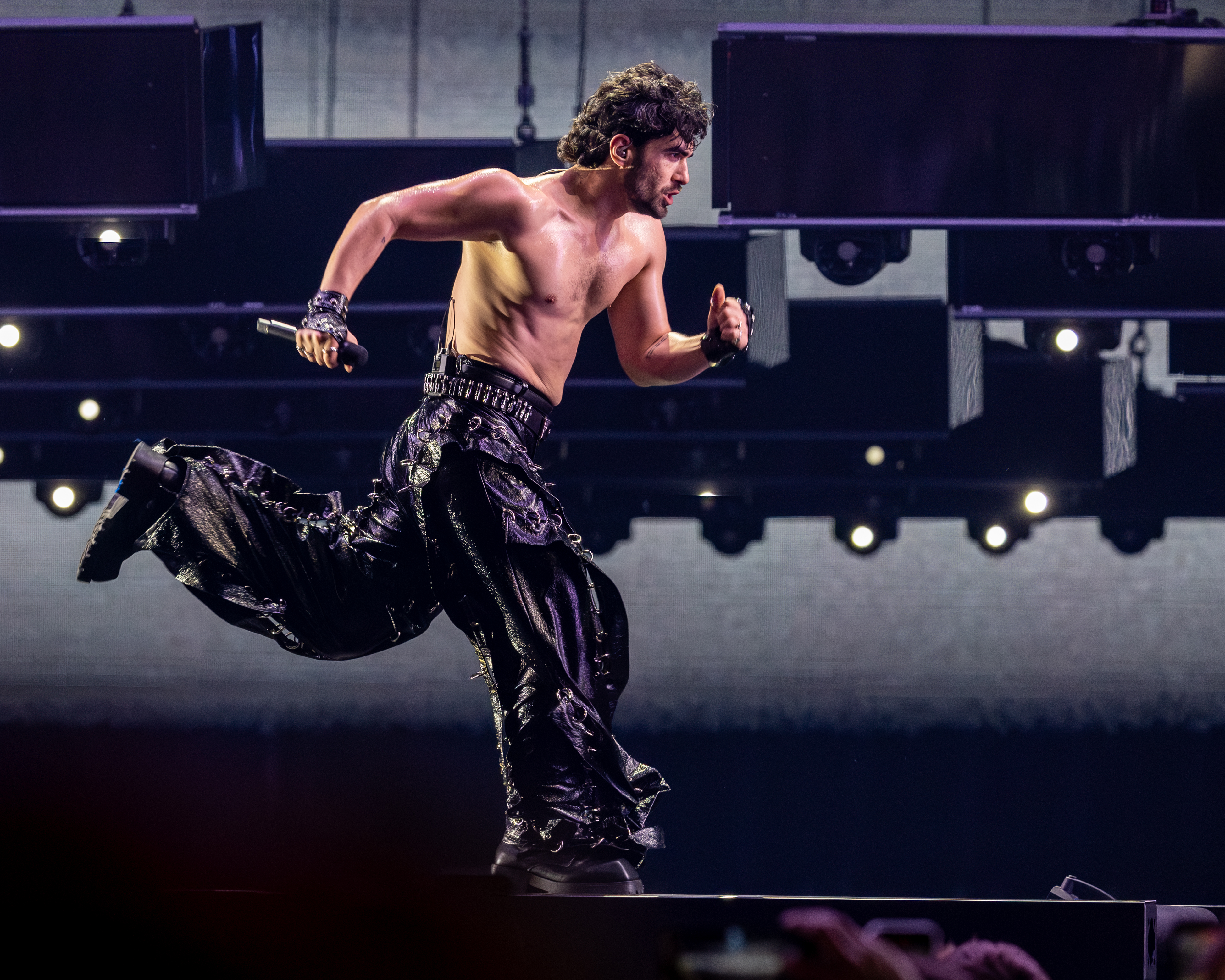
Az Eurovíziós Dalfesztiválon

2017 és 2019 között a The Edge Chronicles zenekar tagjaként Örményországban, Oroszországban, Grúziában és Ukrajnában turnézott.
2021-ben jelent meg első kislemeze, Ginin u Grely címmel. 2024-ben Valentin-nap alkalmából Brunette-tel közreműködve megjelent Arev es című dala. Augusztusban kiadta Qo mot című dalát, amely az örmény 84 nyara mini sorozat egyik betétdala lett. 2023 decemberében megjelent Araj című dala, amelynek videóklipje 2024-ben elnyerte a legjobb videóklip kategóriát a Los Angelesben megrendezett Örmény Zenei Videó Díjátadón. 
2025. február 6-án a Örmény Közszolgálati Televízió bejelentette, hogy az énekes résztvevője lesz a 2025-ös Depi Evrateszilnek. Survivor című versenydalával megnyerte a február 16-án rendezett döntőt, ahol a nemzeti-, nemzetközi zsűri valamint a közönség pontjai alakították ki a végeredményt, így ő képviselhette hazáját az Eurovíziós Dalfesztiválon. A verseny május 15-én rendezett második elődöntőjéből tizedik helyezettként jutott tovább a döntőbe, ahol végül a huszadik helyen végzett.

## Diszkográfia

### EP-k
- Theatre Session (Live Edition) (2023)

### Kislemezek
- Sareri Hovin Mernem (2020)
- Kuzes (2021)
- Ginin u Grely (2021)
- Araj (2023)
- Qo mot (2024)
- Kanchum em (2024)
- Es nor tarin (2024)
- Survivor (2025)

### Közreműködések
- Arev es (2024, Brunette)